# Список територіальних громад Тернопільської області
Історія формування та перелік територіальних громад Тернопільської області, створених у рамках адміністративно-територіальної реформи 2015 року.

## Історія формування
15 липня 2015 року створено першу в області об'єднану територіальну громаду — Скалатську — з адміністративним центром громади в місті Скалат Підволочиського району.
5 вересня 2015 року набув чинності Закон України № 676-VIII «Про внесення змін до деяких законів України щодо організації проведення перших виборів депутатів місцевих рад та сільських, селищних, міських голів», за яким «об'єднана територіальна громада вважається утвореною за цим Законом з дня набрання чинності рішеннями всіх рад, що ухвалили рішення про добровільне об'єднання територіальних громад, або з моменту набрання чинності рішенням про підтримку добровільного об'єднання територіальних громад на місцевому референдумі та за умови відповідності таких рішень висновку, передбаченому частиною четвертою статті 7 цього Закону».
25 жовтня 2015 року відбулися перші вибори у громадах.
11 грудня 2015 року Тернопільська обласна рада затвердила перший перспективний план формування територій громад Тернопільської області.
12 червня 2020 року Кабінет міністрів України остаточно визначив адміністративні центри та затвердив території територіальних громад Тернопільської області.

## Перелік громад

### Діючі
| №  | Громада                              | Центр                   | Дата створення         | Район(и)             |
| -- | ------------------------------------ | ----------------------- | ---------------------- | -------------------- |
| 1  | Байковецька сільська громада         | с. Байківці             | 21 серпня 2015 року    | Тернопільський район |
| 2  | Бережанська міська громада           | м. Бережани             | 21 листопада 2018 року | Тернопільський район |
| 3  | Білецька сільська громада            | с. Біла                 | 25 липня 2018 року     | Тернопільський район |
| 4  | Білобожницька сільська громада       | с. Білобожниця          | 4 вересня 2015 року    | Чортківський район   |
| 5  | Більче-Золотецька сільська громада   | с. Більче-Золоте        | 12 вересня 2016 року   | Чортківський район   |
| 6  | Борсуківська сільська громада        | с. Борсуки              | 13 вересня 2016 року   | Кременецький район   |
| 7  | Борщівська міська громада            | м. Борщів               | 30 червня 2016 року    | Чортківський район   |
| 8  | Бучацька міська громада              | м. Бучач                |                        | Чортківський район   |
| 9  | Васильковецька сільська громада      | с. Васильківці          | 24 липня 2016 року     | Чортківський район   |
| 10 | Великоберезовицька селищна громада   | смт Велика Березовиця   |                        | Тернопільський район |
| 11 | Великобірківська селищна громада     | смт Великі Бірки        | 29 серпня 2019 року    | Тернопільський район |
| 12 | Великогаївська сільська громада      | с. Великі Гаї           | 21 липня 2015 року     | Тернопільський район |
| 13 | Великодедеркальська сільська громада | с. Великі Дедеркали     | 14 вересня 2016 року   | Кременецький район   |
| 14 | Вишнівецька селищна громада          | смт Вишнівець           | 13 вересня 2016 року   | Кременецький район   |
| 15 | Гримайлівська селищна громада        | смт Гримайлів           | 2 вересня 2016 року    | Чортківський район   |
| 16 | Гусятинська селищна громада          | смт Гусятин             | 15 липня 2015 року     | Чортківський район   |
| 17 | Заводська селищна громада            | смт Заводське           | 11 серпня 2015 року    | Чортківський район   |
| 18 | Заліщицька міська громада            | м. Заліщики             |                        | Чортківський район   |
| 19 | Залозецька селищна громада           | смт Залізці             | 14 вересня 2016 року   | Тернопільський район |
| 20 | Збаразька міська громада             | м. Збараж               |                        | Тернопільський район |
| 21 | Зборівська міська громада            | м. Зборів               | 12 вересня 2016 року   | Тернопільський район |
| 22 | Золотниківська сільська громада      | с. Золотники            | 23 липня 2015 року     | Тернопільський район |
| 23 | Золотопотіцька селищна громада       | смт Золотий Потік       | 23 липня 2015 року     | Чортківський район   |
| 24 | Іване-Пустенська сільська громада    | с. Іване-Пусте          |                        | Чортківський район   |
| 25 | Іванівська сільська громада          | с. Іванівка             | 17 липня 2015 року     | Тернопільський район |
| 26 | Козівська селищна громада            | смт Козова              |                        | Тернопільський район |
| 27 | Козлівська селищна громада           | смт Козлів              | 23 липня 2015 року     | Тернопільський район |
| 28 | Колиндянська сільська громада        | с. Колиндяни            | 29 липня 2015 року     | Чортківський район   |
| 29 | Копичинецька міська громада          | м. Копичинці            | 30 липня 2018 року     | Чортківський район   |
| 30 | Коропецька селищна громада           | смт Коропець            | 29 липня 2015 року     | Чортківський район   |
| 31 | Кременецька міська громада           | м. Кременець            |                        | Кременецький район   |
| 32 | Купчинецька сільська громада         | с. Купчинці             | 27 липня 2018 року     | Тернопільський район |
| 33 | Лановецька міська громада            | м. Ланівці              | 24 травня 2017 року    | Кременецький район   |
| 34 | Лопушненська сільська громада        | с. Лопушне              | 10 серпня 2015 року    | Кременецький район   |
| 35 | Мельнице-Подільська селищна громада  | смт Мельниця-Подільська | 20 липня 2015 року     | Чортківський район   |
| 36 | Микулинецька селищна громада         | смт Микулинці           | 12 серпня 2015 року    | Тернопільський район |
| 37 | Монастириська міська громада         | м. Монастириська        | 22 серпня 2018 року    | Чортківський район   |
| 38 | Нагірянська сільська громада         | с. Нагірянка            |                        | Чортківський район   |
| 39 | Нараївська сільська громада          | с. Нараїв               | 2 квітня 2019 року     | Тернопільський район |
| 40 | Озернянська сільська громада         | с. Озерна               | 12 серпня 2015 року    | Тернопільський район |
| 41 | Підволочиська селищна громада        | смт Підволочиськ        | 30 липня 2015 року     | Тернопільський район |
| 42 | Підгаєцька міська громада            | м. Підгайці             |                        | Тернопільський район |
| 43 | Підгороднянська сільська громада     | с. Підгородне           |                        | Тернопільський район |
| 44 | Почаївська міська громада            | м. Почаїв               | 7 серпня 2015 року     | Кременецький район   |
| 45 | Саранчуківська сільська громада      | с. Саранчуки            | 10 серпня 2017 року    | Тернопільський район |
| 46 | Скала-Подільська селищна громада     | смт Скала-Подільська    | 17 липня 2015 року     | Чортківський район   |
| 47 | Скалатська міська громада            | м. Скалат               | 14 липня 2015 року     | Тернопільський район |
| 48 | Скориківська сільська громада        | с. Скорики              | 29 липня 2015 року     | Тернопільський район |
| 49 | Теребовлянська міська громада        | м. Теребовля            | 29 липня 2015 року     | Тернопільський район |
| 50 | Тернопільська міська громада         | м. Тернопіль            | 14 листопада 2018 року | Тернопільський район |
| 51 | Товстенська селищна громада          | смт Товсте              | 22 листопада 2017      | Чортківський район   |
| 52 | Трибухівська сільська громада        | с. Трибухівці           | 20 вересня 2016 року   | Чортківський район   |
| 53 | Хоростківська міська громада         | м. Хоростків            | 11 серпня 2015         | Чортківський район   |
| 54 | Чортківська міська громада           | м. Чортків              | 24 грудня 2019 року    | Чортківський район   |
| 55 | Шумська міська громада               | м. Шумськ               | 24 липня 2015 року     | Кременецький район   |

### Ліквідовані
| № | Громада                        | Центр          | Дата створення       | Дата ліквідації     | Район(и)             |
| - | ------------------------------ | -------------- | -------------------- | ------------------- | -------------------- |
| 1 | Вікнянська сільська громада    | с. Вікно       | 13 травня 2019 року  | 12 червня 2020 року | Гусятинський район   |
| 2 | Дорогичівська сільська громада | с. Дорогичівка | 15 грудня 2017 року  | 12 червня 2020 року | Заліщицький район    |
| 3 | Колодненська сільська громада  | с. Колодне     | 12 серпня 2015 року  | 12 червня 2020 року | Збаразький район     |
| 4 | Коцюбинська сільська громада   | с. Коцюбинці   | 13 вересня 2016 року | 12 червня 2020 року | Гусятинський район   |
| 5 | Млиновецька сільська громада   | с. Млинівці    | 20 травня 2019 року  | 12 червня 2020 року | Зборівський район    |
| 6 | Настасівська сільська громада  | с. Настасів    | 8 серпня 2018 року   | 12 червня 2020 року | Тернопільський район |
| 7 | Новосільська сільська громада  | с. Нове Село   | 31 липня 2015 року   | 12 червня 2020 року | Підволочиський район |
| 8 | Озерянська сільська громада    | с. Озеряни     | 29 липня 2015 року   | 12 червня 2020 року | Борщівський район    |
| 9 | Чернихівецька сільська громада | с. Чернихівці  | 12 серпня 2015 року  | 12 червня 2020 року | Збаразький район     |